# Lingua anus
La lingua anus è una lingua austronesiana parlata nella Papua Occidentale, in Indonesia.
Questa lingua è in pericolo di estinzione infatti è parlata da poco meno di 10.000 parlanti madrelingua.
Questa lingua è considerata da alcuni come una famiglia linguistica (Anus-Podena) e al suo interno racchiuderebbe i suoi 2 dialetti: il podena e il korur.